# Halse, Northamptonshire
Halse är en by i Northamptonshire i England. Byn är belägen 4 km 
från Brackley. Orten har 80 invånare (2009). Byn nämndes i Domedagsboken (Domesday Book) år 1086, och kallades då Hasou.